# Casa de la Plana de Riu
La Casa de la Plana de Riu és un edifici de l'antic poble de Riu, actualment al terme municipal de Montagut i Oix) (Garrotxa) inclòs a l'Inventari del Patrimoni Arquitectònic de Catalunya.

## Descripció
Es tracta d'una casa situada al fons de la Vall de Riu, propera a la gran masia de Can Gustí o Agustí, és de planta rectangular i ampli teulat a dues aigües amb els vessants vers les façanes principals. Disposa d'uns baixos, destinats al bestiar, als quals s'accedeix pel costat de ponent; també n'hi ha un primer pis -amb ingrés directe des de l'exterior i les golfes-.
La Plana de Riu va ésser bastida amb pedra poc treballada del país llevat dels cantoners. Les obertures són rectangulars i moltes d'elles tenen un petit arc de descàrrega. Al costat del mas hi ha una bonica pallissa de teulat a dos vessants que disposa de baixos i pis.

## Història
Fa alguns anys es va restaurar la casa, fent totes les teulades noves i reformant-se els interiors. Actualment hi viuen els darrers estadants de la Masó de Talaixà.